# John Lindgren (tivoliägare)
Johan Erik Olof Lindgren, känd som John Lindgren, född 31 juli 1916 i Örebro församling i Örebro län, död 18 april 1991 i Oscars församling i Stockholm, var en svensk tivoliägare som var VD för Gröna Lund i Stockholm.
John Lindgren var son till Johan Lindgren, som grundade Gröna Lunds konkurrent Nöjesfältet, och Elin Eliasson (omgift Andersson). Han hade studentexamen och examen från Påhlmans handelsinstitut. John Lindgren blev verkställande direktör för AB Nöjesfältet vid faderns död 1940 och ledde företaget fram till dess nedläggning 1957. Han bedrev konsert- och teaterverksamhet tillsammans med bland andra Zarah Leander och i Karl Gerhard-revyn 1952.
Efter ett år som vice VD för AB Gröna Lunds Tivoli var han VD där från 1960 till 1981 då han blev styrelseordförande och överlämnade VD-posten till sonen John Lindgren Jr. Gröna Lund blev sedan kvar i släkten till 2001.
Han var ordförande i Gröna Lunds tivolis företagsnämnd, vice ordförande riksorganisationen för artister, ledamot av Folkets Parkers centralstyrelse och styrelseledamot i AB Teatertjänst.
John Lindgren gifte sig 1942 med Ninni Lindgren (1921–2004), dotter till tivoliägaren Gustaf Nilsson och Nadeschda Nilsson, ogift Löthgren, vilka efter varandra var direktörer för Gröna Lund. John Lindgren hade sedan tidigare dottern Anita Lindgren (1940–2013) och fick tillsammans med hustrun barnen John Lindgren Jr (1943–1993), Richard Lindgren (född 1944), William Lindgren (född 1946) och Nadja Bergén (född 1955), tidigare gift med Anders Bergén.
Tillsammans med makan ligger han begravd på Galärvarvskyrkogården i Stockholm.

## Filmatisering
John Lindgren spelas i filmen Eld & lågor av Albin Grenholm.